# World Poker Tour (stagione 4)
Di seguito sono elencati i risultati della quarta stagione del World Poker Tour (2005–2006).

## Risultati

### Mirage Poker Showdown
- Casinò: The Mirage, Las Vegas
- Buy-in: $10.000
- Data: 23 maggio 2005 - 26 maggio 2005
- Iscritti: 317
- Montepremi totale: $3.074.900
- Giocatori premiati: 27

| Piazzamento | Nome         | Premio     |
| ----------- | ------------ | ---------- |
| 1°          | Gavin Smith  | $1.153.778 |
| 2°          | Ted Forrest  | $579.386   |
| 3°          | Chris Bell   | $289.693   |
| 4°          | Kido Pham    | $182.964   |
| 5°          | Eugene Todd  | $137.223   |
| 6°          | Mark Ellerbe | $106.729   |

### Grand Prix de Paris
- Casinò: Aviation Club de France, Parigi
- Buy-in: €10.000
- Data: 25 luglio 2005 - 29 luglio 2005
- Iscritti: 160
- Montepremi totale: €1.520.000
- Giocatori premiati: 18

| Piazzamento | Nome              | Premio              |
| ----------- | ----------------- | ------------------- |
| 1°          | Roland de Wolfe   | €479.680 ($574.419) |
| 2°          | Juha Helppi       | €254.830 ($305.160) |
| 3°          | Michel Zajdenberg | €179.880 ($215.407) |
| 4°          | Tim Anders        | €119.920 ($143.605) |
| 5°          | Curt Kohlberg     | €89.940 ($107.704)  |
| 6°          | Alan Goehring     | €74.950 ($89.753)   |

### Legends of Poker
- Casinò: Bicycle Casinò, Los Angeles
- Buy-in: $5.000
- Data: 27 agosto 2005 - 31 agosto 2005
- Iscritti: 839
- Montepremi totale: $4.195.000
- Giocatori premiati: 72

| Piazzamento | Nome            | Premio     |
| ----------- | --------------- | ---------- |
| 1°          | Alex Kahaner    | $1.150.900 |
| 2°          | Kenna James     | $588.210   |
| 3°          | Jake Minter     | $333.600   |
| 4°          | Tim Phan        | $291.900   |
| 5°          | Todd Phillips   | $250.200   |
| 6°          | Kevin O'Donnell | $208.500   |

### Borgata Poker Open
- Casinò: Borgata, Atlantic City
- Buy-in: $10.000
- Data: 19 settembre 2005 - 22 settembre 2005
- Iscritti: 515
- Montepremi totale: $4.995.500
- Giocatori premiati: 45

| Piazzamento | Nome            | Premio     |
| ----------- | --------------- | ---------- |
| 1°          | Al Ardebili     | $1.498.650 |
| 2°          | Ricardo Festejo | $799.280   |
| 3°          | Kathy Liebert   | $427.115   |
| 4°          | John D'Agostino | $349.685   |
| 5°          | Robert Hwang    | $299.730   |
| 6°          | David Singer    | $249.775   |

### UltimateBet Aruba Poker Classic
- Casinò: Radisson Aruba Resort & Casinò, Palm Beach (Aruba)
- Buy-in: $5.000
- Data: 26 settembre 2005 - 1º ottobre 2005
- Iscritti: 647
- Montepremi totale: $3.235.000
- Giocatori premiati: 125

| Piazzamento | Nome            | Premio     |
| ----------- | --------------- | ---------- |
| 1°          | Freddy Deeb     | $1.000.000 |
| 2°          | Josh Schlein    | $440.450   |
| 3°          | Johan Storåkers | $300.000   |
| 4°          | Devin Porter    | $200.000   |
| 5°          | Robert Border   | $150.000   |
| 6°          | Stacy Matuson   | $100.000   |

### Doyle Brunson North American Poker Championship
- Casinò: Bellagio, Las Vegas
- Buy-in: $10.000
- Data: 18 ottobre 2005 - 21 ottobre 2005
- Iscritti: 420
- Montepremi totale: $4.074.000
- Giocatori premiati: 100

| Piazzamento | Nome           | Premio     |
| ----------- | -------------- | ---------- |
| 1°          | Minh Ly        | $1.060.050 |
| 2°          | Dan Harrington | $620.730   |
| 3°          | Gavin Smith    | $327.610   |
| 4°          | Don Zewin      | $189.630   |
| 5°          | Jan Sorensen   | $137.940   |
| 6°          | Tony Grand     | $96.560    |

### World Poker Finals
- Casinò: Foxwoods, Mashantucket
- Buy-in: $10.000
- Data: 13 novembre 2005 - 18 novembre 2005
- Iscritti: 783
- Montepremi totale: $7.855.000
- Giocatori premiati: 120

| Piazzamento | Nome               | Premio     |
| ----------- | ------------------ | ---------- |
| 1°          | Nick Schulman      | $2.167.500 |
| 2°          | Anthony Licastro   | $1.035.000 |
| 3°          | Bill Gazes         | $759.000   |
| 4°          | Allen Cunningham   | $483.000   |
| 5°          | Lyle Berman        | $345.000   |
| 6°          | Leonard Cortellino | $276.000   |

### Five Diamond World Poker Classic
- Casinò: Bellagio, Las Vegas
- Buy-in: $15.000
- Data: 12 dicembre 2005 - 16 dicembre 2005
- Iscritti: 555
- Montepremi totale: $8.075.250
- Giocatori premiati: 100

| Piazzamento | Nome            | Premio     |
| ----------- | --------------- | ---------- |
| 1°          | Rehne Pedersen  | $2.078.185 |
| 2°          | Patrik Antonius | $1.046.470 |
| 3°          | Doyle Brunson   | $563.485   |
| 4°          | J. J. Liu       | $362.140   |
| 5°          | Darrell Dicken  | $241.495   |
| 6°          | Phil Laak       | $160.995   |

### PokerStars Caribbean Poker Adventure
- Casinò: Atlantis, Paradise Island
- Buy-in: $7.800
- Data: 5 gennaio 2006 - 10 gennaio 2006
- Iscritti: 724
- Montepremi totale: $5.477.700
- Giocatori premiati: 130

| Piazzamento | Nome               | Premio     |
| ----------- | ------------------ | ---------- |
| 1°          | Steve Paul-Ambrose | $1.388.600 |
| 2°          | Brook Lyter        | $681.500   |
| 3°          | David Singer       | $436.200   |
| 4°          | Michael Higgins    | $327.100   |
| 5°          | Anders Henriksson  | $239.900   |
| 6°          | Aurangzeb Sheikh   | $177.200   |

### Gold Strike World Poker Open
- Casinò: Gold Strike Resort and Casinò, Tunica
- Buy-in: $10.000
- Data: 19 gennaio 2006 - 23 gennaio 2006
- Iscritti: 327
- Montepremi totale: $3.171.900
- Giocatori premiati: 50

| Piazzamento | Nome             | Premio   |
| ----------- | ---------------- | -------- |
| 1°          | Scotty Nguyen    | $969.421 |
| 2°          | Michael Mizrachi | $566.352 |
| 3°          | Raul Paez        | $298.908 |
| 4°          | Gavin Smith      | $173.052 |
| 5°          | An Tran          | $125.856 |
| 6°          | Bau Le           | $88.099  |

### Borgata Winter Poker Open
- Casinò: Borgata, Atlantic City
- Buy-in: $10.000
- Data: 29 gennaio 2006 - 1º febbraio 2006
- Iscritti: 381
- Montepremi totale: $3.695.700
- Giocatori premiati: 75

| Piazzamento | Nome             | Premio     |
| ----------- | ---------------- | ---------- |
| 1°          | Michael Mizrachi | $1.173.373 |
| 2°          | John D'Agostino  | $591.312   |
| 3°          | Erick Lindgren   | $282.721   |
| 4°          | Amnon Filippi    | $184.785   |
| 5°          | Josh Spiegelman  | $147.828   |
| 6°          | Stuart Paterson  | $110.871   |

### L.A. Poker Classic
- Casinò: Commerce Casinò, Los Angeles
- Buy-in: $10.000
- Data: 16 febbraio 2006 - 21 febbraio 2006
- Iscritti: 692
- Montepremi totale: $6.643.200
- Giocatori premiati: 45

| Piazzamento | Nome          | Premio     |
| ----------- | ------------- | ---------- |
| 1°          | Alan Goehring | $2.391.550 |
| 2°          | Daniel Quach  | $1.162.560 |
| 3°          | Michael Woo   | $571.315   |
| 4°          | Steve Simmons | $338.803   |
| 5°          | J.C. Tran     | $265.728   |
| 6°          | Per Ummer     | $199.296   |

### Bay 101 Shooting Star
- Casinò: Bay 101, San Jose
- Buy-in: $10.000
- Data: 27 febbraio 2006 - 3 marzo 2006
- Iscritti: 518
- Montepremi totale: $4.702.800
- Giocatori premiati: 45

| Piazzamento | Nome            | Premio     |
| ----------- | --------------- | ---------- |
| 1°          | Nam Le          | $1.198.300 |
| 2°          | Ravi Udayakumar | $629.500   |
| 3°          | Danny Smith     | $340.000   |
| 4°          | David Williams  | $280.000   |
| 5°          | Fabrice Soulier | $240.000   |
| 6°          | Chad Brown      | $200.000   |

### World Poker Challenge
- Casinò: Reno Hilton, Reno
- Buy-in: $5.000
- Data: 27 marzo 2006 - 30 marzo 2006
- Iscritti: 592
- Montepremi totale: $2.845.700
- Giocatori premiati: 36

| Piazzamento | Nome             | Premio     |
| ----------- | ---------------- | ---------- |
| 1°          | Mike Simon       | $1.052.890 |
| 2°          | Jason Stern      | $529.300   |
| 3°          | Tom Schneider    | $256.115   |
| 4°          | Greg Mueller     | $142.285   |
| 5°          | Jonas Norrman    | $113.830   |
| 6°          | Barry Greenstein | $85.370    |

### Foxwoods Poker Classic
- Casinò: Foxwoods, Mashantucket
- Buy-in: $10.000
- Data: 6 aprile 2006 - 9 aprile 2006
- Iscritti: 431
- Montepremi totale: $4.175.200
- Giocatori premiati: 40

| Piazzamento | Nome          | Premio     |
| ----------- | ------------- | ---------- |
| 1°          | Victor Ramdin | $1.331.889 |
| 2°          | Alex Jacob    | $655.507   |
| 3°          | Edward Jordan | $417.520   |
| 4°          | Larry Klur    | $292.264   |
| 5°          | John Russell  | $208.760   |
| 6°          | Bruce Kater   | $167.008   |

### WPT Championship
- Casinò: Bellagio, Las Vegas
- Buy-in: $25.000
- Data: 18 aprile 2006 - 24 aprile 2006
- Iscritti: 605
- Montepremi totale: $14.671.250
- Giocatori premiati: 100

| Piazzamento | Nome              | Premio     |
| ----------- | ----------------- | ---------- |
| 1°          | Joe Bartholdi     | $3.760.165 |
| 2°          | Davidson Matthew  | $1.903.950 |
| 3°          | Roland de Wolfe   | $1.025.205 |
| 4°          | Claus Nielson     | $659.120   |
| 5°          | James Van Alstyne | $439.357   |
| 6°          | Mến Nguyễn        | $292.915   |